# Timica
Timica d'Esparta (en grec antic Τιμύχα Λακεδαιμονία, Timýcha Lakedaimonía) (Esparta, principis del segle IV aC - ?) va ser una filòsofa espartana de l'escola pitagòrica. Estava casada amb el també filòsof pitagòric Milias de Crotona. La seva activitat es va desenvolupar durant el segle iv aC a la Itàlia del Sud. Jàmblic diu que les més il·lustres dones pitagòriques van ser Timica, casada amb Milias de Crotona i Filis, filla de Teòfride de Crotona i germana de Bídac. Timica també és citada per Climent d'Alexandria en el seu Stromata.
Durant una de les campanyes fetes per Dionís, tirà de Siracusa, a Calàbria, va ordenar als seus soldats que ataquessin els seguidors de l'escola de Pitàgoras. Els pitagòrics van fugir, però es van aturar prop d'un camp de faves, ja que travessar-lo hauria estat tabú. Van decidir lluitar i van ser morts per l'exèrcit de Dionís. Timica i el seu marit, però, no havien estat capaços de mantenir el pas de l'altra gent, ja que ella es trobava en el sisè mes d'embaràs i caminaven a poc a poc. Els soldats els van fer presoners i els van portar davant de Dionís. Aquest els va preguntar pels misteris i secrets de la secta, i quina raó hi havia perquè els pitagòrics preferissin morir abans de passar per un camp de faves, però es van negar a respondre. El tirà va fer marxar Milias, amb l'esperança que Timica, sola i espantada, li diria tot el que sabia. Però Timica es va mantenir en silenci. Dionís, exasperat, va ordenar que la torturessin perquè parlés, i ella, pensant que sota tortura podria cedir i parlar, va preferir tallar-se la llengua d'una mossegada i escopir-la a la cara del tirà.